# Pal (Andorra)
Pal is een dorp (Catalaans: quart) in de Andorrese parochie La Massana en telt 229 inwoners (2009). Het dorp is gelegen aan de Riu de Pal, een zijrivier van de Riu d'Arinsal, op vier kilometer ten westen van het stadscentrum.
In het Bosc de Pal boven het dorpje werd in 1982 een skistation opgericht, dat tegenwoordig samen met de stations in Arinsal en Ordino-Arcalís deel uitmaakt van het wintersportgebied Vallnord.

## Geografie
Bij Pal liggen een aantal bronnen:
- Fontanal del Besurt
- Font de la Xona
- Font del Bisbe
- Font del Corb
- Font dels Llacs
- Font del Sucre
- Font Rodona
- Font Roja

## Bezienswaardigheden
- De romaanse Sint-Clemenskerk (11e of 12e eeuw)

Quarts: Anyós · Arinsal · Erts · L'Aldosa de la Massana · La Massana · Pal · Sispony

Andere kernen: El Pui · Escàs · Mas de Ribafeta · Puiol del Piu · Xixerella